# Serrania (kommun)
Serrania är en kommun i Brasilien.   Den ligger i delstaten Minas Gerais, i den sydöstra delen av landet, 700 km söder om huvudstaden Brasília. Antalet invånare är 7 540.
Följande samhällen finns i Serrania:
- Serrania

Omgivningarna runt Serrania är huvudsakligen savann. Runt Serrania är det ganska tätbefolkat, med 72 invånare per kvadratkilometer.